# Embia camerunensis
Embia camerunensis is een insectensoort uit de familie Embiidae, die tot de orde webspinners (Embioptera) behoort. De soort komt voor in West-Afrika.
Embia camerunensis is voor het eerst wetenschappelijk beschreven door Verhoeff in 1904.